# Apatophysis centralis
Apatophysis centralis là một loài bọ cánh cứng trong họ Cerambycidae.